# Albansk mytologi
Albansk mytologi är en samling albanska myter och legender.[källa behövs] Element av albansk mytologi har sitt ursprung i det antika Balkanhalvön (bland daker, thraker och illyrer).  Albansk mytologi består av metamorfoser och historiska legender.[källa behövs] Mycket av albansk mytologi finns i det episka verket Këngë Kreshnikësh.[källa behövs] Albansk mytologi är även delvis påverkad av klassisk mytologi såsom figurer i grekisk mytologi.